# Moetotolo

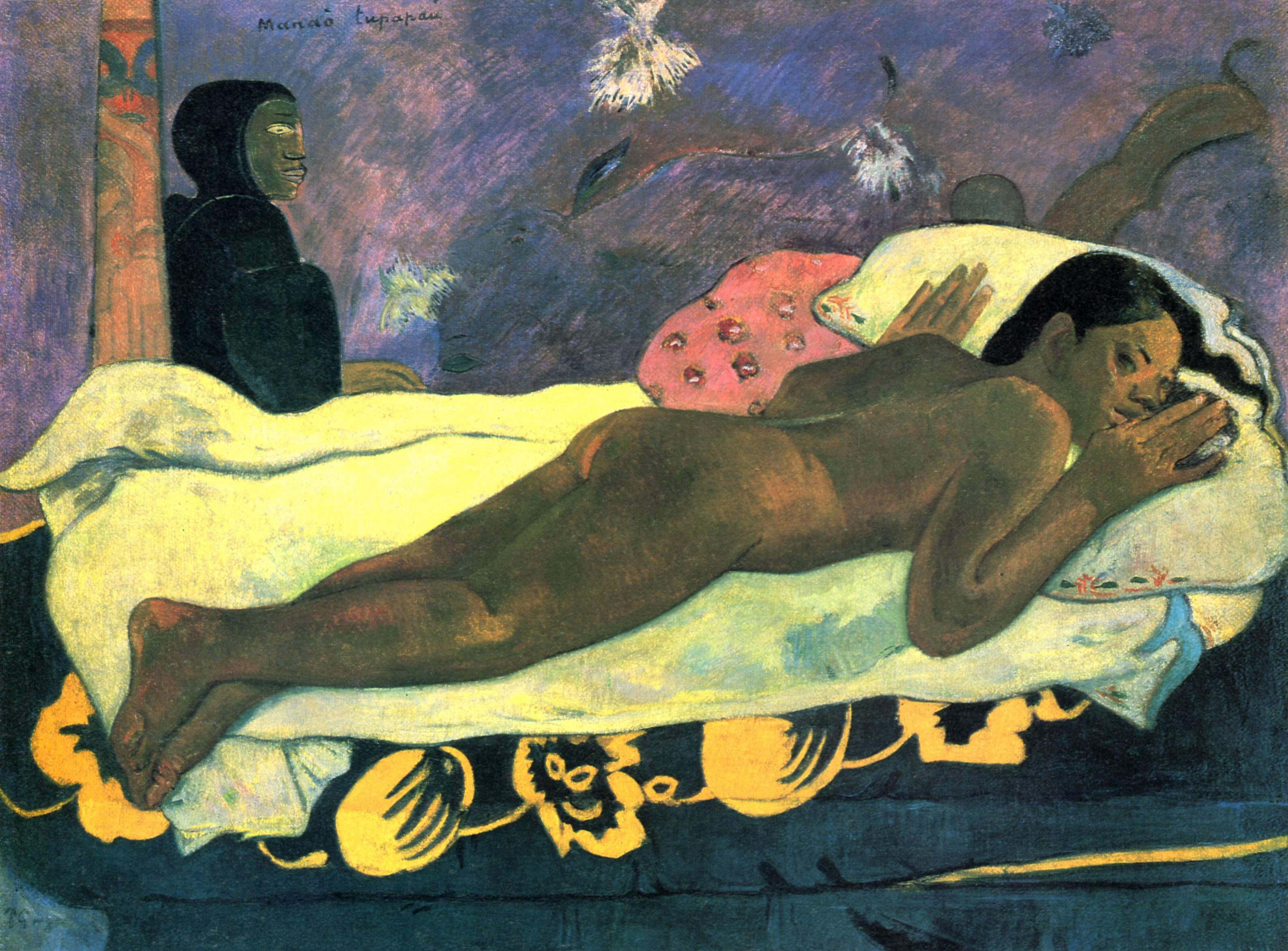
Un dia, Gauguin va tornar tard a casa i, en encendre un llumí, va despertar la seva companya atemorida pels tupapaus.

Moetotolo (del samoà, «infiltrar-se en el somni») és una pràctica sexual polinèsia que consisteix a colar-se en silenci i a les fosques entre els llençols d'una dona adormida i despertar-li el desig de tenir una relació sexual amb ella. Es una violació.
Va ser descrit per primer cop per l'antropòloga nord-americana Margaret Mead en el llibre Coming of Age in Samoa (1928), que va escriure després d'observar les adolescents a l'illa samoana Ta'u, del grup Manu'a.
La pràctica habitual eren les cites "sota les palmeres", però els polinesis tenen una por ancestral als fantasmes de la nit, anomenats tupapau. Aquests arriben de nit amb canoes, salten a l'esquena de la gent i l'estrangulen o la segresten. És per això que algunes joves prefereixen quedar-se a casa. Les cases tradicionals samoanes són un cobert de fulles sobre uns pilars sense parets i obert als quatre vents. De nit, s'abaixen les persianes, que tenen la funció de mosquiteres. En una casa, poden dormir una dotzena de persones i alguns gossos.
El moetotolo s'unta el cos amb oli de coco, per poder escapolir-se dels possibles perseguidors en cas de ser descobert, aixeca les persianes i jeu amb la noia sense fer soroll. Pot tractar-se d'una cita concertada; pot ser que esperi rebre els favors destinats a un altre amant o simplement pot esperar que la noia accepti sense discriminar de qui es tracta. Si la noia s'ofèn, crida moetotolo! i tota la casa es llança a perseguir-lo.
Un moetotolo descobert és motiu de burla, és rebutjat per les noies i és menystingut pels companys que presumeixen de les seves aventures. És un tema comú en diversos contes populars que expliquen el cas de l'infortunat que es queda adormit fins que surt el sol.
Els motius que empenyen un jove a seguir aquesta pràctica poden ser per despit després d'una aventura frustrada, o a conseqüència del fracàs amorós i la pressió dels companys per la seva inexperiència.
Derek Freeman, antropòleg crític amb els treballs de Margaret Mead, va escriure en el llibre Margaret Mead and Samoa (1983) que Mead va ser enganyada per les fantasies sexuals de les noies de l'internat del pastor protestant. Segons ell, el moetotolo és simplement una violació.
A Nova Zelanda, moetotolo significa 'fornicar', i a les illes Marqueses és un aventurer amorós o el fet de trobar-se amb l'amant al seu llit. També s'entén com a moetotolo la pràctica de la desfloració manual. El valor de la virginitat a Samoa, i en general a la Polinèsia tradicional, era contradictori. Per una banda, cada poble protegia la seva pubilla per casar-la cerimoniosament amb alguna família de classe alta. En la cerimònia, s'exigia la prova pública de virginitat. Per altra banda, les joves de la població comuna consideraven detestable la humiliació d'aquesta cerimònia i, per als joves, casar-se amb una verge era una mostra d'inexperiència en relacions prematrimonials.